# フェリックス・トーレス
フェリックス・エドゥアルド・トーレス・カイセド（Félix Eduardo Torres Caicedo、1997年1月11日 - ）は、エクアドル・サン・ロレンソ出身のプロサッカー選手。カンピオナート・ブラジレイロ・セリエA・コリンチャンス所属。エクアドル代表。ポジションはディフェンダー。

## 経歴

### クラブ
2019年1月、メキシコのサントス・ラグナに移籍した。同年10月、クラブから懲戒処分を受け、同年11月時点でプレーをしていない。
2024年1月14日、コリンチャンスに移籍した。

### 代表
2017 FIFA U-20ワールドカップに、U-20のエクアドル代表として出場した後2017年2月にはフル代表にも招集されたが、出場機会はなかった。
2019年9月10日、ボリビアとの親善試合でエクアドル代表デビューを果たした。試合は3-0で勝利した。

## 代表歴

### 出場大会
- エクアドル代表
  - 2022 FIFAワールドカップ

### 試合数
- 国際Aマッチ 29試合 5得点（2019年-）[8]

| エクアドル代表 | 国際Aマッチ | 国際Aマッチ |
| 年             | 出場        | 得点        |
| -------------- | ----------- | ----------- |
| 2019           | 3           | 0           |
| 2020           | 0           | 0           |
| 2021           | 9           | 1           |
| 2022           | 8           | 1           |
| 2023           | 9           | 3           |
| 2024           |             |             |
| 通算           | 29          | 5           |

## タイトル
バルセロナSC
- エクアドル・セリエA: 2016